# 溫莎王朝
温莎王朝（英語：House of Windsor），1917年起为包括英国在内的英聯邦王國王室，其前身为1901年爱德华七世于英国开创的萨克森-科堡-哥达王朝。该王朝现任君主查爾斯三世则出自蒙巴頓-溫莎分支。

## 王朝背景
溫莎王朝出自韋廷家族，後來其中一個分支被分封到萨克森-科堡-哥达公國（即今日德國的圖林根州），該分支便自此以國為王朝名。該分支的數位王子通過婚姻或獲選多國國王，如葡萄牙、比利時和保加利亞國王等。1840年2月10日，英女王維多利亞和她的表弟萨克森-科堡-哥达公国的亲王艾伯特结婚。1901年1月22日，維多利亞女王駕崩，其長子繼位為愛德華七世，改朝為萨克森-科堡-哥达王朝。

### 改朝換姓

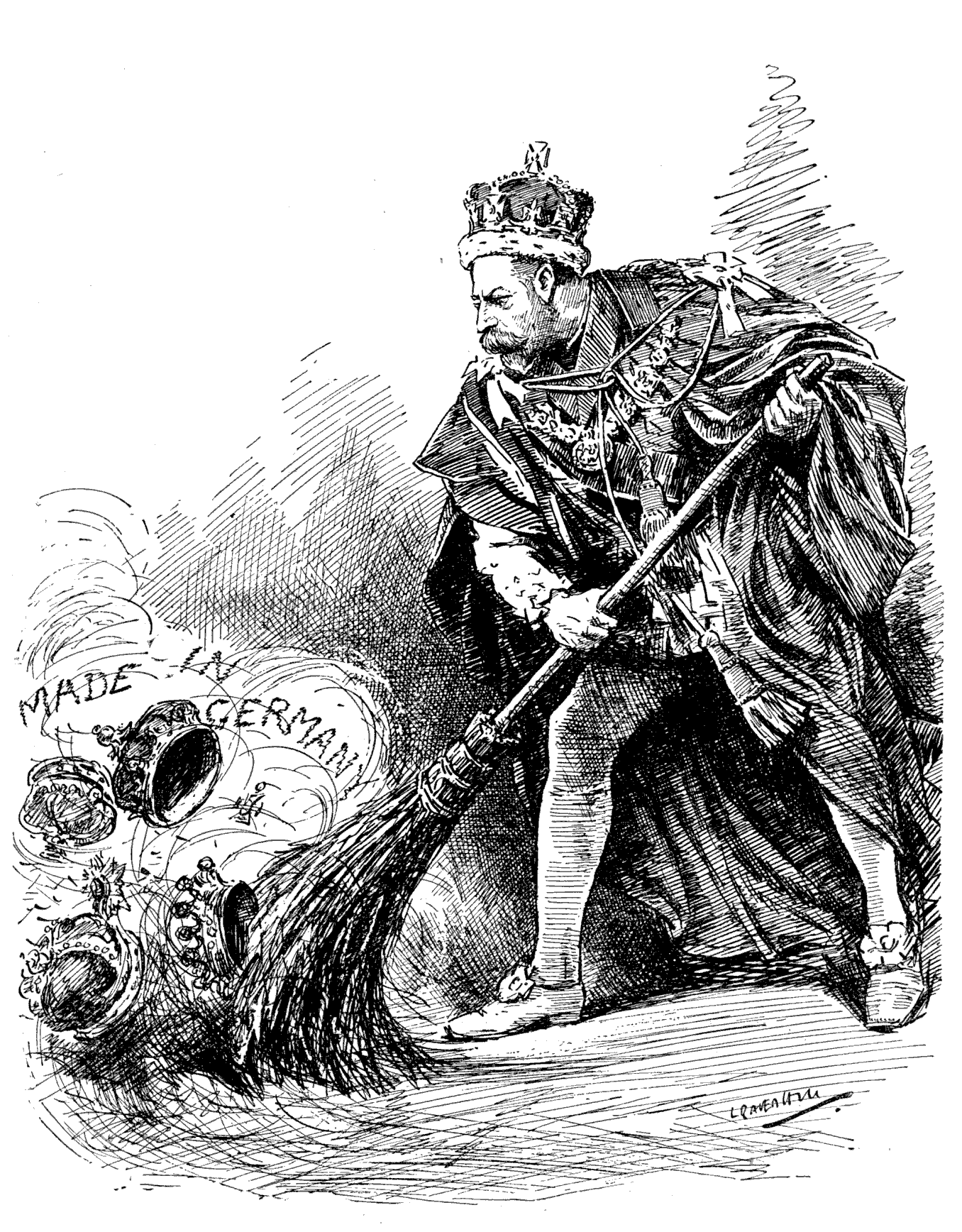
「明智的切割」
圖：英王乔治五世於第一次世界大戰時，與德國斷交並開戰；為畫清界線、安撫民心並鞏固國內的民族主義，英王乔治五世毅然改朝換姓，改易英國王室所有和德國有關係的姓氏及頭銜。取自西元1917年6月27日的Punch雜誌第152期漫畫，註腳稱英國王室改姓氏為溫莎。

歐洲歷史上由于经历多年复杂的貴族政治联姻，欧洲各国的君主，常有親戚關係，尤其是表兄弟的关系。1914年8月4日，英国加入第一次世界大战，与德意志帝國为敌，英国王室卻有著德国姓氏「薩克森-科堡-哥達」，令英国民众感到不滿。为爭取民意，英王乔治五世做出了一個重要決定，爲表明與有親戚關係的德國君主血戰到底的決心，在1917年7月17日颁布一道枢密院御令，宣布将英国王室名和王室父系的家族名称改为温莎王朝，不再採用薩克森-科堡-哥達，這一舉動得到大量民意支持，可說是眾望所歸。温莎一名来自温莎堡，是英国最古老的王宫之一，据闻由英格兰国王威廉一世选址奠基。

### 重要事件
溫莎王朝經歷兩次世界大戰，兩次皆成功令英國成为戰勝國。而另一方面，英殖民帝國經歷戰亂力不從心，越來越養不起殖民地，在二戰後迅速瓦解，殖民地陸續宣佈獨立，令英國在世界的影響力大不如前，陸續失去愛爾蘭國王和印度皇帝等頭銜。英國政府於是透過各種妥協方式，令英國在前殖民地區的影響力依然舉足輕重。這些妥協包括成立英聯邦，和允許一些國家獨立自主，建立議會制，但仍奉英國君主為虛位元首，所以與英國成為同君聯合。直至今天，仍有15個國家奉英國君主為元首，其中包括加拿大、澳大利亚和新西蘭，令英國君主至今依然為名義上統治最大面積領土的君主。

## 君主列表
| 肖像            | 君主                      | 在位时间                      |
| --------------- | ------------------------- | ----------------------------- |
|                 | 乔治五世 George V         | 1910年5月6日－1936年1月20日   |
|                 | 爱德华八世 Edward VIII    | 1936年1月20日－1936年12月11日 |
|                 | 乔治六世 George VI        | 1936年12月11日－1952年2月6日  |
|                 | 伊丽莎白二世 Elizabeth II | 1952年2月6日－2022年9月8日    |
| 蒙巴頓-溫莎分支 |                           |                               |
|                 | 查爾斯三世 Charles III    | 2022年9月8日－現任            |

## 姓氏
1936年，英國國王愛德華八世退位，其弟約克公爵繼位為喬治六世。但新國王喬治膝下僅有兩位公主，依照英國慣例，女王的子女將隨父姓，這代表英國王室再次面臨「改朝換代」。但國王喬治的長女，即日後的女王伊丽莎白二世的婚姻為事情帶來轉機。
1947年12月20日，乔治六世长女伊丽莎白公主与菲利普結婚。菲利普是她的第三代表哥，他們兩位的高祖母都是维多利亚女王。菲臘王子在结婚当年3月18日宣誓放弃希臘王位的继承权，並仿效他舅父蒙巴頓伯爵，將姓氏巴頓堡（Battenberg）英文化，改為蒙巴頓。
伊丽莎白加冕登基后，带来了王室姓氏問題，因慣例每當英國女王婚後（如安妮女王和維多利亞女王）一般都会讓後代采用夫婿的姓氏。菲利普的舅父，蒙巴顿伯爵主张王室用姓氏「蒙巴顿」。菲利普則建议以他的公爵头衔，將家族姓氏定为「爱丁堡家族」，女王本人亦贊成，但伊丽莎白的祖母瑪麗太王太后為首的王室保守派得知後，非常不悅，並通知了時任英国首相温斯顿·丘吉尔，由首相出面斡旋，首相後来建议女王親自发布敕令，宣布王室仍為「温莎」，以團結民心。瑪麗太王太后更施壓要求時任首相邱吉爾將英女王伊丽莎白二世的後裔姓氏和王朝名號將維持為溫莎的議案提交國會，國会其後于1952年4月通过决议。菲利普亲王對此私下抱怨道：「我只不过是一个該死的阿米巴原虫。因我是这个国家唯一一个不被允许给自己的孩子取名的人。」1960年瑪麗太王太后去世7年后，女王為了解決爭議，發布一道樞密院御令，宣佈其後裔的姓氏將會是她丈夫和她自己姓氏的合體，即蒙巴頓-溫莎，王朝名號保持「溫莎王朝」，以安撫菲利普亲王，此舉被視為一個成功的折衷方案。

## 備注
1. ↑  英语头衔为，详见英国君主头衔
2. ↑  英语头衔为，详见英国君主头衔
3. ↑  英语头衔为，详见英国君主头衔
4. ↑  1917年7月17日英王乔治五世将英國王室姓氏由萨克森-科堡-哥达改为温莎

### 資料
1. ↑  Soames, Emma. . 2012-06-01  [2019-03-12]. （原始内容存档于2019-07-02）.
2. ↑  Brandreth, pp. 253–254.
3. ↑  . The London Gazette. 1960-02-08  [2021-04-10]. （原始内容存档于2018-11-07）.

### 文獻
- Longford, Elizabeth Harman (Countess of Longford). The Royal House of Windsor. Revised ed. Crown, 1984.
- Roberts, Andrew. The House of Windsor. University of California Press, 2000.

| 溫莎王朝                  | 溫莎王朝          | 溫莎王朝 |
| ------------------------- | ----------------- | -------- |
| 前朝 萨克森-科堡-哥达王朝 | 英國王室 1917年起 | 現朝     |